# Losna Station
Losna Station (Losna stasjon) er en tidligere jernbanestation på Dovrebanen, der ligger i Ringebu kommune i Norge. Stationen ligger ved indsøen Losna, der er en del af elven Gudbrandsdalslågen.
Stationen åbnede som holdeplads 2. november 1896, da banen blev forlænget fra Tretten til Otta. Den blev opgraderet til station i december 1942. Den blev fjernstyret 14. december 1966 og gjort ubemandet 1. marts 1967. Betjeningen med persontog ophørte 7. januar 2001, hvorefter den tidligere station har fungeret som fjernstyret krydsningsspor.
Stationsbygningen, der er i to etager i rødmalet træ, blev opført til åbningen i 1896 efter tegninger af Paul Due.